# Piz Tumpiv
Piz Tumpiv är en bergstopp i Schweiz.   Den ligger i regionen Surselva och kantonen Graubünden, i den östra delen av landet, 120 km öster om huvudstaden Bern. Toppen på Piz Tumpiv är 3 101 meter över havet, eller 56 meter över den omgivande terrängen. Bredden vid basen är 0,13 km.
Terrängen runt Piz Tumpiv är huvudsakligen mycket bergig. Närmaste större samhälle är Ilanz, 16,6 km öster om Piz Tumpiv. 
Trakten runt Piz Tumpiv består i huvudsak av gräsmarker. Runt Piz Tumpiv är det glesbefolkat, med 12 invånare per kvadratkilometer.